# الرابطة العربية لجراحة العظام
الرابطة العربية لجراحة العظام (بالإنجليزية: The Pan-Arab Orthopaedic Association)‏ هي جمعية علمية طبية عربية تضم الأطباء العرب الاختصاصيين بجراحة العظام.

## تكوين الرابطة
تتألف الرابطة العربية لجراحة العظام ـ وفقاً لنظامها التأسيسي ـ من كل من:
- جمعيات جراحة الغظام العربية
- الاختصاصيين في جراحة العظام في البلاد العربية التي ليس بها جمعيات.[1]

## المجلس الإداري
يتألف المجلس الإداري للرابطة من ممثل واحد لكل بلد عربى به جمعية لجراحة العظام، أما في البلاد التي لا توجد بها جمعيات فيجوز تمثيلها بعضو واحد يختاره ذلك البلد من الأطباء العرب الاختصاصين في جراحة العظام العاملين به. يرأس اجتماعات المجلس الإدارى رئيس الرابطة، وفي حالة غيابه يرأس الاجتماع الأمين العام، ويعقد المجلس الإدارى اجتماعا دوريا كل سنة على الأقل، ويفضل ان يتم ذلك من خلال انعقاد اجتماع طبي لجراحة العظام يقام في بلد عربي أو حين انعقاد المؤتمر الطبى العربي، كما يمكن الدعوة لاجتماع استثنائى بقرار تتخذه الأمانة العامة وتحدد فيه زمان ومكان انعقاده.

## الأمين العام للرابطة
مدة تولي الأمين العام للرابطة أربع سنوات، والأمين العام الحالي للرابطة العربية لجراحة العظام هو الدكتور محمد حسن درويش من سلطنة عمان، الذي عمل أميناً لصندوق الرابطة لثلاث دورات متتالية (من 1997 إلى 2008)، وهو خامس من تولوا منصب الأمين العام للرابطة.

## الأمناء السابقون للرابطة
تولى الأمانة العامة للرابطة منذ تأسيسها كل من:
- الدكتور صلاح جادو ـ مصر (1993-1996)
- الدكتور فيصل الموسوي ـ البحرين (1997-2000)
- الدكتور محمود عبابنة ـ الأردن (2001-2004)
- الدكتور حسن الظاهر حسن ـ مصر (2005-2008).[2]

## وصلات خارجية
موقع الرابطة على الشبكة الدولية للمعلومات (الإنترنت)